# New Bern
New Bern (in italiano Nuova Berna) è una città degli Stati Uniti d'America, capoluogo della contea di Craven, nello Stato della Carolina del Nord.

## Storia
New Bern venne fondata nel 1710 da immigrati tedeschi e svizzeri guidati da Christoph von Graffenried, Franz Louis Michel e John Lawson che la chiamarono così in onore di Berna, città natale di von Graffenried. Nel 2005, un segmento di NBC Today Show ha osservato che New Bern è stato uno dei migliori luoghi negli Stati Uniti per andare in pensione. Non a caso gran parte della popolazione è costituita da pensionati arrivati soprattutto dagli stati del nord degli Stati Uniti.
È nota per essere il luogo di nascita della Pepsi-Cola.
Il suo stemma e bandiera sono identici a quelli della Berna svizzera, solo che l'attributo immaschito (o osceno) dell'orso (cioè il pene colorato di rosso) è stato omesso.